# Трупное окоченение
Тру́пное окочене́ние (лат. rigor mortis) — один из признаков биологической смерти, обусловленный посмертными химическими процессами в мышечной ткани и проявляющийся в затвердевании и тугоподвижности мышц конечностей трупа.

## Биохимия
При наступлении смерти дыхание организма прекращается, в связи с чем в организм перестаёт поступать кислород, участвующий в образовании АТФ. АТФ перестаёт гидролизоваться кальциевым насосом (Ca-АТФазой), и кальций перестаёт возвращаться в терминальные цистерны. В связи с этим ионы кальция диффундируют из областей высокой концентрации (терминальные цистерны и межклеточная жидкость) в области низкой концентрации (саркомеры), связываясь с тропонином, что обусловливает соединение актина и миозина.
В отличие от обычного мышечного сокращения, тело не способно завершить цикл (из-за отсутствия АТФ), разорвав взаимодействие актина и миозина, из-за чего формируется стойкая мышечная контрактура, прекращающаяся лишь на фоне ферментативного разложения мышечной ткани.

## Внешние проявления
Внешние проявления этого процесса можно разделить по группам, в зависимости от типа мускулатуры, в которой происходит окоченение.
- В поперечнополосатой мускулатуре внешние признаки окоченения проявляются в виде её ригидности, очерченности и рельефности. Мышцы-сгибатели являются более мощными, чем разгибатели, в связи с чем происходит сгибание верхних конечностей в локтевых суставах и суставах кисти, нижние конечности сгибаются в тазобедренных и коленных суставах. При полностью развившемся трупном окоченении трупы принимают положение, напоминающее позу борца или боксера (верхние конечности полусогнуты в локтевых суставах, несколько приподняты и приведены, кисти полусжаты, нижние конечности полусогнуты в тазобедренных и коленных суставах). Наиболее выражена эта поза при действии высокой температуры, когда мышечное окоченение трупа сочетается с температурной деструкцией мышечной ткани.
- Окоченение гладкой мускулатуры проявляется так называемой «гусиной кожей», сокращением сосков, сфинктеров, что приводит к выделению экскрементов.
- При наступлении смерти сердце находится в состоянии диастолы. Впоследствии развивается окоченение миокарда, что приводит к посмертной систоле и выдавливанию крови из желудочков сердца. В связи с тем, что левая половина сердца более мощная, чем правая, в правом желудочке остаётся больше крови, чем в левом. После разрешения трупного окоченения сердце возвращается в диастолу.
- Окоченение гладкой мускулатуры желудочно-кишечного тракта формирует резко выраженные, подчёркнутые складки слизистой оболочки, может приводить к перемещению содержимого.
- Окоченение матки беременной может приводить к выталкиванию плода и так называемым «родам в гробу».

Оценка трупного окоченения позволяет получить много судебно-медицинской информации. Эксперт, оценивая выраженность и характер трупного окоченения, может получить следующую информацию:
1. Трупное окоченение указывает на несомненное наступление смерти.
2. По степени выраженности трупного окоченения в различных группах мышц можно ориентировочно судить о давности наступления биологической смерти.
3. Выраженность трупного окоченения в сравнении с другими ранними трупными изменениями позволяет судебно-медицинскому эксперту ориентировочно определить вероятную причину смерти.
4. Сравнительный анализ выраженности трупного окоченения в симметричных группах мышц даёт возможность эксперту оценить возможность искусственного изменения позы и вероятное время этого изменения.
5. Трупное окоченение фиксирует посмертную позу умершего и предметы, умышленно вложенные в его руки.

## Применение в промышленности
Трупное окоченение играет важную роль в мясной технологии, обеспечивая нежность мяса. При быстром охлаждении туши после убоя до −3 °C…−10 °C развивается холодовое сокращение мышечных волокон, в результате которого консистенция мяса становится жёсткой, происходит потеря воды, витаминов и биологически значимых элементов. В связи с этим принято замораживать мясо через 10 часов после убоя, с формированием трупного окоченения.

## Механизм трупного окоченения у животных
Механизм трупного окоченения связан с нерегулируемым течением биохимических реакций в мышечной ткани сразу после смерти животного. В первые часы после смерти макроскопически мышцы расслабляются, становятся мягкими. Трупное окоченение развивается обычно через 2—5 часов после смерти и к концу суток (20—24 часа) охватывает всю мускулатуру. Мышцы становятся плотными, уменьшаются в объёме, теряют эластичность. Суставы фиксируются в состоянии неподвижности. Окоченение мышц развивается в определённой последовательности: сначала мышцы головы, затем шеи, передних конечностей, туловища, задних конечностей. Трупное окоченение сохраняется до 2—3 суток, а затем исчезает в той же последовательности, в какой и возникает. При насильственном разрушении трупного окоченения оно вновь не проявляется.